# Drogheda United
Drogheda United FC je irský fotbalový klub z města Drogheda v hrabství Louth.

## Největší úspěchy
- Vítěz irské fotbalové ligy – 2007
- Vítěz irského poháru – 2005